# Rope
Rope is een film uit 1948 van Alfred Hitchcock. 
Het verhaal is gebaseerd op het toneelstuk Rope's End, geschreven door Patrick Hamilton. Diens verhaal vond zijn oorsprong in de waargebeurde moord op de 14-jarige Bobby Franks, gepleegd door Leopold en Loeb in 1924. De hoofdrollen worden vertolkt door James Stewart, John Dall en Farley Granger. Hitchcock produceerde de film samen met Sidney Bernstein, als eerste van hun Transatlantic Pictures-producties.

## Verhaal

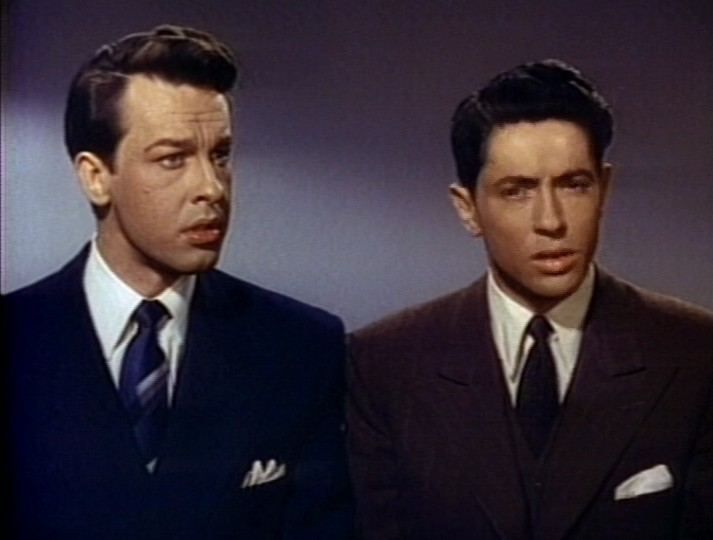
John Dall (l.) en Farley Granger in Rope

De studenten Brandon en Phillip vermoorden uit verveling studiegenoot David Kentley (Dick Hogan) in hun flat en om te zien of ze ermee weg kunnen komen. Zo willen ze hun superioriteit bewijzen. Ze verstoppen zijn dode lichaam in een kist, die ze vervolgens als tafel gebruiken om een etentje op te geven voor de onwetende vrienden en familie van het slachtoffer. Onder de aanwezigen bevinden zich Kentley’s vader Mr. Kentley, zijn tante Atwater, zijn verloofde Janet Walker, en haar voormalige geliefde Kenneth Lawrence.
De laatste gast op het feest is Rupert Cadell, een uitgever en oud-leraar van Brandon en Phillip. Het blijkt dat, jaren terug, Rupert met Brandon en Phillip een discussie had over de “perfecte moord”, waardoor de twee het idee kregen deze daadwerkelijk eens te plegen. Tijdens het eten komen onder andere de concepten van Friedrich Nietzsches “kunst van het moorden” en “übermensch” ter sprake. Brandon hoopt dat Cadell hun “kunstwerk” zal accepteren. Brandon laat tijdens het diner verschillende hints vallen over Davids afwezigheid. De gasten zijn allemaal ongerust over het feit dat hij niet is komen opdagen.

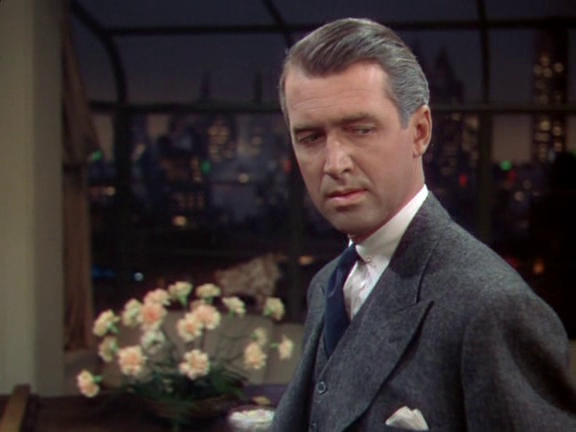
James Stewart in “Rope”.

Rupert confronteert Phillip met enkele tegenstrijdigheden die hij en Brandon tot dusver hebben verteld. De spanningen lopen binnen het gezelschap steeds verder op. Mr. Kentley besluit te vertrekken wanneer zijn vrouw hem belt. Hij neemt wat boeken mee die Brandon hem heeft gegeven, en die bijeen gebonden zijn met hetzelfde touw waarmee David is gewurgd.
Wanneer Rupert ook wil vertrekken, krijgt hij echter Davids hoed aangereikt in plaats van zijn eigen. Hij keert, nadat de andere gasten al weg zijn, terug naar het appartement met het excuus dat hij zijn pakje sigaretten is vergeten. Brandon spoort hem aan om samen nog wat te discussiëren over Davids vermissing, daar hij graag wil dat Rupert hun daad ontdekt. Dit gebeurt uiteindelijk ook. Rupert is geschokt, maar ook beschaamd dat de twee zijn retorica hebben gebruikt om de moord te legitimeren. Rupert ontneemt Brandon zijn pistool en schiet een paar keer door het raam naar buiten om de aandacht van de politie te trekken.

## Rolverdeling
| Acteur            | Personage          |
| ----------------- | ------------------ |
| John Dall         | Brandon Shaw       |
| Farley Granger    | Phillip Morgan     |
| James Stewart     | Rupert Cadell      |
| Douglas Dick      | Kenneth Lawrence   |
| Joan Chandler     | Janet Walker       |
| Cedric Hardwicke  | Mr. Henry Kentley  |
| Constance Collier | Mrs. Anita Atwater |
| Edith Evanson     | Mrs. Wilson        |
| Dick Hogan        | David Kentley      |

## Achtergrond

### Bijzonderheden

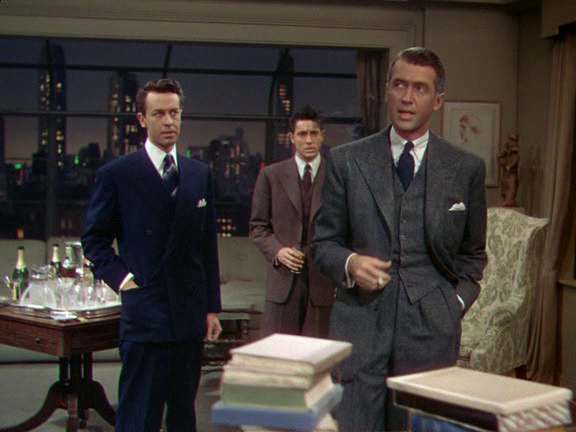
John Dall, Farley Granger, en James Stewart

Hitchcock wilde een film maken die uit één enkele opname vanuit één camera bestaat, dus zonder beeldovergangen. Dit streven was toentertijd technisch niet realiseerbaar: een filmrol had een maximale lengte van tien minuten. Zodoende werden tien stukken van elk zeven tot tien minuten aan elkaar geplakt. Hitchcock verhulde de overgangen door beelden erop aan te passen. Hij laat op één moment bijvoorbeeld een donkere jas zo dicht bij de cameralens komen dat er een beeldvullend zwart ontstaat, een ideale plek om een las te verbergen.
Dat Hitchcock de film 'in één take' filmde, zorgde voor een nieuw obstakel. De camera moest de acteurs overal kunnen volgen. De filmcamera's in de tijd waren alleen zo groot dat zij niet door een deuropening konden. Derhalve werd een decor gemaakt waarin muren snel weggehaald konden worden, zodat de filmcamera een acteur overal heen kon volgen. Feitelijk gaat de camera in de film 'door muren heen'.
Rope was Hitchcocks eerste kleurenfilm. Ook dit was een complicerende factor, omdat de speciale kleurencamera's uit die tijd groot en zwaar waren en kleurenfilm meer licht nodig had dan zwart-witfilm.

### Hitchcocks cameo
In “Rope” zou Hitchcock volgens sommige kijkers twee cameo’s hebben in plaats van de gebruikelijke een. In de documentaire Rope Unleashed vermeldt Arthur Laurents dat Hitchcock allereerst te zien is als een man die door de straten van Manhattan loopt in de openingsscène.
De ogenschijnlijke tweede cameo is die van een rood neonlicht dat 55 minuten na aanvang van de film te zien is vanuit het raam van het appartement. Dit bord heeft Hitchcocks karikatuur met daaronder het woord "Reduco". Dit is een referentie naar Hitchcocks cameo in de film Lifeboat, waarin zijn foto op de voorpagina van een krant staat in een advertentie voor "Reduco".

### Filmrechten
De originele distributeur van Rope was Warner Bros., als onderdeel van een deal met Transatlantic Pictures. In zijn boek Hitchcock/Truffaut uit 1967 vermeldt Hitchcock dat MGM de rechten op de film had gekocht en van plan was deze opnieuw uit te brengen. De film was van 1968 tot 1983 niet in de handel. In oktober 1983 werd de film opnieuw uitgebracht door Universal Studios, samen met Rear Window, Vertigo, The Man Who Knew Too Much en The Trouble with Harry.
De rechten gingen nadien terug naar de Hitchcock-afdeling van United Artists.

### Ontvangst
Volgens Variety had Hitchcock een betere keuze kunnen maken voor het verhaal waarmee hij zijn lange opnames met een enkele camera kon testen. Roger Ebert schreef in 1984 dat Rope volgens hem een experiment was dat niet helemaal was geslaagd, maar dat het desondanks wel een van de interessantste experimenten van een bekende regisseur ooit was.

## Prijzen en nominaties
In 1949 werd “Rope” genomineerd voor een Edgar Allan Poe Award beste film.
In 2005 werd de film genomineerd voor een Satellite Award voor Outstanding Classic DVD.